# Rifargia ormanceyi
Rifargia ormanceyi är en fjärilsart som beskrevs av Paul Thiaucourt 1982. Rifargia ormanceyi ingår i släktet Rifargia och familjen tandspinnare. Inga underarter finns listade.